# 遊佐かずしげ
遊佐 かずしげ（ゆさ かずしげ、1960年 - ）は、日本の映像作家、アニメーター。有限会社メビウス・トーン取締役社長。京都精華大学マンガ学部教授。福岡デザイン＆テクノロジー専門学校特別講師。一般社団法人練馬アニメーション元代表。東京工芸大学芸術学部元教授。かつては本名の遊佐和重（読みは同じ）名義で活動していた。妻は同じくアニメーターの大島りえ。

## 経歴・人物
1960年、東京都生まれ。幼少期は養護施設で育ち、小学生の頃から絵の才能が認められるも家庭の事情で大学への進学を断念。建築系デザイン会社への就職が決まっていたが辞退し、アニメーターを志し、竜の子アニメ技術研究所（養成所）に合格し、竜の子プロダクションに入社。同社時代は『ガッチャマン』の宮本貞雄に師事。新人時代はや米国MGM「トムとジェリー」やハンナ・バーベラ・プロダクション作品に傾倒していた。
3年後にヘッドハントによりフリーランスとなり、『うる星やつら』『みゆき』 『まんが日本昔ばなし』 『タッチ 背番号のないエース』 『楽しいムーミン一家』（OP）などに参加。
現在では、NHK『みんなのうた』 『チコちゃんに叱られる』 『にほんごであそぼ』 『ピタゴラスイッチ』 『おじゃる丸』 NHK時代劇『陽炎の辻〜居眠り磐音 江戸双紙〜』のOP/ED、その他TV番組タイトル多数、民放CMなどの短編映像を主に提供している。
その傍ら、アメリカ、フランス、カナダ、シンガポールとの教育交流、練馬区の小中学校を始め、全国でアニメーションを通じた教育活動に特別講師として参加。若手育成にも力を入れている。最近では日本動画協会「アニメーターの課題集 -動きの法則を理解するための第一歩-」を執筆。

## 人材育成・文化活動
- 日本動画協会「アニメーターの課題集 -動きの法則を理解するための第一歩-」[6]を執筆
- SONY「感動体験プログラム[7]」講師
- DNP「アニメドリル」出演・構成
- 若手アニメーター育成プロジェクト審査員　（2020年「あにめたまご」では監督・３DCGモーション指導として参加）
- 平成27年度文部科学省委託事業「アニメ専門高等教育機関向け学習システムガイド」共著作成
- 令和４年度　経済産業省コンテンツ海外展開促進事業　検討委員就任
- 令和４年度　文化庁委託事業・アニメーション人材育成調査研究事業「あにめのたね2023」選定委員就任
- 大阪アニメーションカレッジ専門学校教育課程編成委員会　外部委員
- 練馬区各所の小学校でアニメーション公演を実施[8]
- 練馬まつり　アニメ講師
- ノースカロライナ「アニメイズメント」アニメパネル講師

## アニメ作品一覧

### テレビアニメ
1970年代
- 一発貫太くん（動画）1978
- ガッチャマン2（動画）1978
- ヤッターマン（動画）1979
- スペシャル・足ながおじさん（動画）1979

1980年代
- ピーターパンの冒険（作画監督）1989
- ベルフィー&リルビット（原画）1989
- とんでも戦士ムテキング（動画）1980
- クオレ物語（原画）1981
- うる星やつら（原画）1981
- タッチ　（作画監督）1985
- みゆき　（キャラクターデザイン・総作画監督）1983
- 忍者ハットリくん（作画監督）1981
- ガラスの仮面（原画）1984
- 米合作・マイティーオボッツ（作画）1984
- 街角のメルヘン（キャラクターデザイン・総作画監督）1984
- 軽井沢シンドローム（作画）
- まんが日本昔ばなし「釣り河の長太郎河童」他（作画）1986
- 夢見るトッポジージョ（総作画監督・OPアニメーション）1986
- 少年モーグリ（ジャングルブック）（作画監督・OP/EDアニメーション）

1990年代
- つる姫じゃ〜っ（総作画監督・キャラクターデザイン・OP/EDアニメーション）1990
- 楽しいムーミン一家　OP1990
- スピルバーグアニメ　タイニートゥーン（作画監督）1991
- トムトム☆ブー（脚本・アニメーション・シリーズ構成）2004
- NHK「いないいないばあ」『乗り物マッハくん』『ひとりっこカバっこ』他多数1996
- NHK「おかあさんといっしょ」『ふしぎなあのこはすてきなこのこ』他数1994

2000年代
- NHK「ピタゴラスイッチ」「象形文字アニメ」2002
- にほんごであそぼ　ひらがなアニメ・漢字アニメ2003
- NHK「おかあさんといっしょ」『しばわんこの和のこころ』2006
- くるねこ2009
- 「こどもちゃれんじ」『あまつぶの冒険』

2010年代
- 信長の忍び
- 夢をかなえるゾウ

現在
- おじゃる丸　OP・ED
  - おじゃる丸SP　ヘイアンチョウ鬼神決戦（2022年・演出）

- 機動戦士ガンダム 水星の魔女　OP

### 劇場映画
- 銀河鉄道の夜（作画）
- 11匹のネコ（作画監督・OPアニメーション）
- タッチ 背番号のないエース（作画監督）
- タッチ2 さよならの贈り物（作画・OPアニメーション）
- タッチ3 君が通りすぎたあとに（作画）
- 源氏物語（作画）
- ストリートファイターⅡ（原画）

### みんなのうた
- 弱虫けむし / Goodbye holiday（2016年6月・7月放送）
- エコー〜こだまする歌〜 / NHK東京児童合唱団（2018年2月・3月放送）

### その他
- ウーパールーパー　PV（作画監督）
- NHK「英語で遊ぼう」（OPアニメーション）
- パレットEnglishクラブ（総監督・キャラクターデザイン・音響監督・原案・キャラクターデザイン）
- NHK「天才てれびくん」『包む』
- ヤマハ英語教室『アルファベット編』
- Z会　CM
- 平井堅『ほっ』　PV
- チコちゃんに叱られる!　昔話シリーズ
- 日清　カップヌードル　CM
- レノア　CM
- 趣味の園芸　やさいの時間　OP
- NHK時代劇「陽炎の辻〜居眠り磐音 江戸双紙〜」OP・ED
- にほんごであそぼ　ひらがなアニメ・漢字アニメ
- 違法だよ！あげるくん　CM
- 映画「ペコロスの母に会いに行く」 2013年
- 二胡奏者楊雪PV「雪の舞」 2020年